# 旧制中等教育学校の一覧 (栃木県)
栃木県における旧制中等教育学校の一覧（きゅうせいちゅうとうきょういくがっこうのいちらん）とは、学制改革前（第二次世界大戦前）の栃木県内での旧学制の中等教育学校をまとめた一覧である。

## 旧制中学校

### 公立
- 栃木県師範学校附属予備学校 ⇒ 栃木中学校（1879年）⇒ 栃木県第一中学校 ⇒ 栃木県中学校 ⇒ 栃木県尋常中学校 ⇒ 栃木県立第一中学校 ⇒ 栃木県立宇都宮中学校 ⇒《新制》栃木県立宇都宮高等学校
- 栃木県尋常中学校栃木分校（1896年）⇒ 栃木県第二中学校 ⇒ 栃木県立栃木中学校 ⇒《新制》栃木県立栃木高等学校
- 栃木県第三中学校（1900年）⇒ 栃木県立真岡中学校 ⇒《新制》栃木県立真岡高等学校
- 栃木県第四中学校（1901年）⇒ 栃木県立佐野中学校 ⇒《新制》栃木県立佐野高等学校 ⇒ 栃木県立佐野高等学校・附属中学校（2008年）
- 栃木県立大田原中学校（1901年）⇒《新制》栃木県立大田原高等学校
- 栃木県立足利中学校（1921年）⇒《新制》栃木県立足利高等学校 ⇒（2022年：統合）栃木県立足利高等学校
- 私立烏山学館（1907年）⇒ 私立烏山中学校（1924年）⇒ 栃木県立烏山中学校 ⇒《新制》栃木県立烏山高等学校
- 栃木県立石橋中学校（1924年）⇒《新制》栃木県立石橋高等学校
- 栃木県立今市中学校（1925年）⇒《新制》栃木県立今市高等学校

### 私立
- 下野英学校（1885年）⇒ 私立尋常中学作新館（1895年）⇒ 下野中学校 ⇒《新制・統合》作新学院高等部 ⇒ 作新学院高等学校

## 高等女学校

### 公立
- 栃木女学校（1875年）⇒ 栃木模範女学校 ⇒ 栃木県第一女子中学校（1879年）⇒（統合）栃木県第一中学校女学部 ⇒ 栃木県尋常中学校女学部 ⇒（独立）栃木県高等女学校 ⇒ 栃木県立宇都宮高等女学校 ⇒ 栃木県宇都宮第一高等女学校 ⇒《新制》栃木県立宇都宮女子高等学校
- 宇都宮女子技芸学校（1910年）⇒ 宇都宮実践女学校 ⇒ 宇都宮市立宇都宮高等女学校（1943年）⇒《新制》宇都宮市立宇都宮高等学校 ⇒（1949年：統合）栃木県立宇都宮女子高等学校
- 栃木県立宇都宮第二高等女学校（1928年：栃木県女子師範学校に併設）⇒《新制》栃木県立宇都宮松原高等学校 ⇒ 栃木県立宇都宮中央女子高等学校 ⇒（2022年：共学化）栃木県立宇都宮中央高等学校
- 下都賀郡立栃木女子高等学校（甲種）（1901年）⇒ 栃木県栃木高等女学校 ⇒ 栃木県立栃木高等女学校 ⇒《新制》栃木県立栃木女子高等学校
- 栃木女子実業補習学校（1919年）⇒ 栃木実業女学校 ⇒ 栃木市立高等女学校（1946年） ⇒《新制》栃木市立高等学校 ⇒（1950年：栃木県立栃木女子高等学校に統合）
- 安蘇郡立佐野高等女学校（1907年）⇒ 栃木県佐野高等女学校 ⇒ 栃木県立佐野高等女学校 ⇒《新制》栃木県立佐野女子高等学校  ⇒（2011年：共学化）栃木県立佐野東高等学校
- 足利郡立足利高等女学校（1909年）⇒ 栃木県立足利高等女学校 ⇒《新制》栃木県立足利女子高等学校 ⇒（2022年：統合）栃木県立足利高等学校
- 私立大田原女学校（1909年）⇒ 大田原町立実科高等女学校 ⇒ 那須郡立那須実科高等女学校 ⇒ 栃木県那須実科高等女学校 ⇒ 栃木県立大田原高等女学校（1923年） ⇒《新制》栃木県立大田原女子高等学校
- 真岡町立実科高等女学校（1911年）⇒ 芳賀郡立実科高等女学校 ⇒ 栃木県立真岡高等女学校（1923年）⇒《新制》栃木県立真岡女子高等学校
- 栃木県立氏家高等女学校（1924年）⇒《新制》栃木県立氏家高等学校 ⇒（2006年：統合）栃木県立さくら清修高等学校
- 栃木県立鹿沼高等女学校（1925年）⇒《新制》栃木県立鹿沼高等学校
- 鹿沼町立実科高等女学校（1913年）⇒ 鹿沼町立高等女学校（1943年）⇒《新制》鹿沼町立鹿沼女子高等学校 ⇒ 鹿沼市立女子高等学校 ⇒（1949年：統合）栃木県立鹿沼高等学校
- 日光町立高等女学校（1926年）⇒ 栃木県日光高等女学校 ⇒《新制》栃木県立日光高等学校 ⇒（2005年：統合）栃木県立日光明峰高等学校
- 足尾町立足尾実科高等女学校（1912年）⇒ 足尾町立足尾高等女学校（1943年）⇒《新制》足尾町立足尾高等学校 ⇒（1950年：県立移管）栃木県立足尾高等学校 ⇒（2005年：統合）栃木県立日光明峰高等学校
- 烏山町立実践女学校（1921年）⇒ 烏山町立烏山実践女学校 ⇒ 栃木県立烏山高等女学校（1943年）⇒《新制》栃木県立烏山女子高等学校 ⇒（2008年：統合）栃木県立烏山高等学校
- 小山女子実業補習学校（1922年）⇒ 栃木県小山実践女学校 ⇒ 栃木県小山高等女学校（1943年）⇒《新制》小山女子高等学校 ⇒ 栃木県立小山城南高等学校（1949年）
- 今市尋常高等小学校裁縫補習科（1922年）⇒ 今市補習実践女学校 ⇒ 今市実業女学校 ⇒ 今市町立今市高等女学校（1946年）⇒《新制》栃木県今市女子高等学校 ⇒（1949年：統合）栃木県立今市高等学校
- 栃木県立矢板高等女学校 ⇒《新制・統合》栃木県矢板高等学校 ⇒ 栃木県立矢板高等学校（1951年）⇒（1972年：普通科が分離独立）栃木県立矢板東高等学校 ⇒（2012年：中高一貫化）栃木県立矢板東高等学校・附属中学校
- 黒磯町立実践女学校（1925年）⇒ 栃木県黒磯実践女学校 ⇒《新制》黒磯町立黒磯高等学校 ⇒ 組合立黒磯高等学校 ⇒ 栃木県立黒磯高等学校（1950年）
- 組合立茂木家政女学校（1927年）⇒《新制・統合》栃木県茂木高等学校 ⇒ 栃木県立茂木高等学校（1951年）

### 私立
- 作新館高等女学校（1941年）⇒《新制・統合》作新学院高等部 ⇒ 作新学院高等学校
- 共和裁縫女学校（1900年）⇒ 宇都宮須賀女学校 ⇒ 宇都宮女子高等職業学校 ⇒ 須賀高等女学校（1946年）⇒《新制》宇都宮須賀高等学校 ⇒ 宇都宮短期大学附属中学校・高等学校
- 足利実践女学校（1925年）⇒ 足利女子商業高校 ⇒ 月見ヶ丘高等女学校（1946年）⇒《新制》月見ヶ丘高等学校 ⇒ 足利工業大学附属月見ヶ丘高等学校 ⇒ 足利短期大学附属高等学校
- 佐野裁縫女学校（1922年）⇒ 栃木県佐野高等家政女学校（1938年）⇒《新制》佐野弥生高等学校 ⇒ 弥生女学院高等学校 ⇒ 佐野清澄高等学校
- 足利裁縫女学校（1915年）⇒ 足利高等家政女学校（1927年）⇒《新制》足利学園高等学校 ⇒ 白鴎大学足利中学校・高等学校
- 私立宇都宮女学校

## 実業学校

### 公立

#### 河内
- 栃木県簡易農学校（1895年）⇒ 栃木県農学校（1898年）⇒ 栃木県立農学校 ⇒ 栃木県立宇都宮農学校 ⇒《新制》栃木県宇都宮農業高等学校 ⇒ 栃木県立宇都宮農業高等学校 ⇒ 栃木県立宇都宮白楊高等学校（1991年）
- 宇都宮市立宇都宮商業補習学校（1902年）⇒ 宇都宮市立商業学校（1906年）⇒ 宇都宮市商業学校 ⇒（1944年：戦時非常措置）宇都宮市立宇都宮工業学校 ⇒ 宇都宮市立宇都宮商業学校（1946年）⇒《新制》宇都宮市立商業高等学校 ⇒（1949年：統合）栃木県宇都宮商業高等学校 ⇒ 栃木県立宇都宮商業高等学校（1951年）
- 栃木県立商業学校（1910年）⇒ 栃木県立宇都宮商業学校 ⇒（1944年：戦時非常措置）栃木県立宇陽工業学校 ⇒ 栃木県立宇都宮商業学校（1946年）⇒《新制》栃木県宇都宮商業高等学校 ⇒（1949年：宇都宮市立商業高等学校と統合）⇒ 栃木県立宇都宮商業高等学校（1951年）
- 栃木県立宇都宮工業学校（1923年）⇒《新制》栃木県宇都宮工業高等学校 ⇒ 栃木県立宇都宮工業高等学校（1951年）

#### 上都賀
- 私立上都賀学館（1903年）⇒ 上都賀郡立農林学校（1909年）⇒ 栃木県立実業学校 ⇒ 栃木県立鹿沼農商学校（1922年）⇒《新制》栃木県鹿沼農商高等学校 ⇒ 栃木県立鹿沼農商高等学校 ⇒（1972年：分離）栃木県立鹿沼農業高等学校（2009年：栃木県立鹿沼南高等学校に改組） 、栃木県立鹿沼商工高等学校

#### 芳賀
- 芳賀郡立農林学校（1908年）⇒ 栃木県立真岡農業学校（1923年）⇒《新制》栃木県立真岡農業高等学校 ⇒ 栃木県立真岡北陵高等学校（1995年）
- 茂木町立茂木実業補習学校（1922年）⇒ 茂木町立茂木公民実業学校 ⇒ 組合立茂木公民実業学校 ⇒ 組合立茂木農学校（1929年）⇒ 栃木県立茂木農学校（1940年）⇒《新制・統合》栃木県茂木高等学校 ⇒ 栃木県立茂木高等学校（1951年）

#### 下都賀
- 栃木県下都賀郡立栃木農学校（1907年）⇒ 栃木県立栃木農学校（1923年）⇒《新制》栃木県立栃木農業高等学校
- 栃木実業補習学校（1917年）⇒ 栃木町立商業学校（1922年）⇒（1946年：統合）栃木商工学校（1946年）⇒《新制》栃木商業高等学校 ⇒ 栃木県立栃木商業高等学校（1950年）
  - 栃木工業学校（1944年）⇒（1946年：栃木商工学校に統合）
- 小山町立小山農商補習学校（1918年）⇒ 小山公民実業学校 ⇒ 栃木県小山実業学校 ⇒ 栃木県立小山農学校 ⇒《新制》栃木県立小山高等学校 ⇒（1972年：農業科が分離独立）栃木県立小山園芸高等学校 ⇒ 栃木県立小山北桜高等学校（1996年）
- 栃木女子実業補習学校（1919年）⇒ 栃木実業女学校（1925年）⇒ 栃木市立高等女学校 ⇒《新制》栃木市立女子高等学校 ⇒（1949年：統合）栃木県立栃木女子高等学校[1]

#### 塩谷
- 塩谷郡立農林学校（1910年）⇒ 栃木県立矢板農学校（1922年）⇒《新制》栃木県立矢板高等学校
- 栃木県喜連川農学校（1946年）⇒《新制》栃木県喜連川高等学校 ⇒ 栃木県立喜連川高等学校（1951年） ⇒（2006年：統合）栃木県立さくら清修高等学校

#### 那須
- 栃木県立那須農学校（1945年）⇒《新制》栃木県立那須農業高等学校 ⇒ 栃木県立那須拓陽高校（1989年）
- 栃木県立馬頭農学校（1946年）⇒《新制》栃木県馬頭農業高等学校 ⇒ 栃木県立馬頭高等学校（1949年）

#### 足利
- 足利織物講習所（1885年）⇒ 栃木県工業学校（1895年）⇒ 栃木県立工業学校（1901年）⇒ 栃木県立足利工業学校（1922年）⇒《新制》栃木県足利工業高等学校 ⇒ 栃木県立足利工業高等学校（1951年）

### 私立
- 葛生学館（1908年）⇒ 葛生実業学校（1925年）⇒ 葛生農商学校 ⇒ 葛生商業学校 ⇒ 葛生工業学校（1944年）⇒ 葛生商業学校 ⇒《新制》葛生高等学校 ⇒ 青藍泰斗高等学校（2005年）
- 宇都宮実用英語簿記学校（1911年）⇒ 宇都宮実業学校（1915年）⇒ 栃木県宇都宮実業学校 ⇒《新制》宇都宮学園高等学校 ⇒ 文星芸術大学附属高等学校（2003年）⇒ 文星芸術大学附属中学校・高等学校（2005年）
- 宇都宮女子実業学校（1929年）⇒ 宇都宮女子商業学校 ⇒ 宇都宮女子商業学校、宇都宮第二女子商業学校（1944年）⇒《新制・合併》宇都宮学園高等学校 女子部 ⇒（1953年：独立）宇都宮女子商業高等学校 ⇒ 宇都宮文星女子高等学校（1996年）